# Cartesius (filme)
Cartesius é um filme de biográfico e científico de 1974, da coleção  produzido pelo instituto Luce e dirigido pelo italiano Roberto Rossellini, que narra a vida do filósofo e matemático francês René Descartes (1596-1650) e, a evolução de suas teorias em uma perspetiva filosófica, como o debate sobre o método cartesiano e estudos sobre a geometria analítica.
É o quarto longa-metragem biográfica parte da tetralogia sobre filósofos, “Os Filósofos” que incluem as cine-biografias de: Sócrate, Pascal e, Agostinho.

## Sinopse
Filme feito para a televisão que narra a vida ilustre do filósofo francês René Descartes (ou Renatus Cartesius) durante a Idade Moderna.

## Desenvolvimento
Roberto Rossellini (1906-1977) decidiu retratar em uma cine-biografia a vida do filósofo do célebre pensamento "Penso, logo existo", porém a partir de outro pensamento bem menos difundido de Descartes "A ciência me impediu de viver a vida", surpreendente os entusiastas acostumados a associar o cartesianismo à primazia da razão, faz parte da sequência final de "Cartesius". O quarto longa-metragem da coleção sobre filósofos, que o amante do neorrealismo italiano filmou no final de carreira na década de 1970.

## Enredo
Com base nas obras e na imensa correspondência do filósofo Descartes, o filme mostra dois aspectos pouco abordados quando se fala desse pensador francês: o lado humano (com dúvidas, angústias, medos e paixões), e ele ser um produto de seu tempo. Retrando três décadas da vida do pensador, expondo sua genialidade em diversas áreas - matemática, física, filosofia - além de seu interesse pelas novas ciências, com uma inquietação intelectual desde a juventude.
Rossellini procura enfatizar o contexto em que Descartes viveu; rodeado de pessoas que debatem as teses de Nicolau Copérnico (1473-1543) e Galileu Galilei (1564-1642) acerca da mobilidade da Terra, do heliocentrismo e, experiências contrárias ao consenso da filosofia aristotélica. Apresentando um Descartes mundano, que acordava após meio-dia, temia publicar sua obra após a condenação de Galileu pelo Tribunal do Santo Ofício (1633) e, que gostava de viajar pela Europa em busca de suas certezas racionais.